# Rio nell'Elba
Rio nell'Elba é uma comuna italiana da região da Toscana, província de Livorno, com cerca de 954 habitantes. Estende-se por uma área de 16 km², tendo uma densidade populacional de 60 hab/km². Faz fronteira com Porto Azzurro, Portoferraio, Rio Marina.